# Chondria elegans
Espèce
Chondria elegans est une espèce de coléoptères de la famille des Endomychidae et de la sous-famille des Stenotarsinae. Elle est trouvée en Malaisie. Ce sont des coléoptères associés aux champignons. 